# Jean Robotham
Jean Robotham, född 13 december 1943, är en friidrottare från Costa Rica. Hon deltog vid olympiska sommarspelen 1968.